# ماگدا کونوپکا
ماگدا کونوپکا (لهستانی: Magda Konopka؛ زادهٔ ۱۹۴۳ میلادی) بازیگر و مانکن پیشین اهل لهستان است. گفته می‌شود او یکی از زنانی بوده که شان کانری در اوایل دهه ۱۹۷۰ و قبل از طلاقش از دایان سیلنتو با آنها رابطه داشته است.
از فیلم‌هایی که وی در آن نقش داشته است، می‌توان به کانتربری ممنوعه، خالهٔ مونیکا، دختر روستایی زیبا، کریستینا، راهبه اهریمنی، لاکی لوچانو، بکت، هیجان، قایق‌های جهنمی، شیاطین بال‌دار و مرده شریر اشاره کرد.